# Atractodenchelys robinsorum
Atractodenchelys robinsorum is een straalvinnige vissensoort uit de familie van kuilalen (Synaphobranchidae). De wetenschappelijke naam van de soort is voor het eerst geldig gepubliceerd in 2003 door Karmovskaya.